# Rhachoepalpus immaculatus
Rhachoepalpus immaculatus är en tvåvingeart som först beskrevs av Macquart 1846.  Rhachoepalpus immaculatus ingår i släktet Rhachoepalpus och familjen parasitflugor.
Artens utbredningsområde är Colombia. Inga underarter finns listade i Catalogue of Life.